# Heriberto Jurado
Heriberto De Jesús Jurado Flores (Cacahoatán , Chiapas, 3 de enero de 2005) es un futbolista mexicano, se desempeña como Extremo Izquierdo y su equipo es el Circulo de Brujas de la Primera División de Bélgica.

## Trayectoria

### Club Necaxa
Debutó profesionalmente, con 16 años de edad, el día 20 de octubre de 2021 al ingresar al 70', sustituyendo a Luis Arcadio García, en el empate a un gol contra el Deportivo Toluca, partido correspondiente a la decimocuarta jornada del Grita México 2021.

### Circulo de Brujas
El día 3 de febrero de 2025, el club Circulo de Brujas de la Primera División de Bélgica hizo oficial el traspaso del jugador proviniente del Club Necaxa por un costo de 1.65 millones de dólares más aparte el club se quedó con el 50% de la carta para una futura venta, con un contrato hasta el 2028.

## Estadísticas

### Clubes
Actualizado al último partido jugado el 13 de marzo de 2025.
| C. Necaxa · México                                                                        | 1.ª           | 2021-22       | 17 | 1 | - | - | - | - | 17 | 1 | 0,06 |
| C. Necaxa · México                                                                        | 1.ª           | 2022-23       | 23 | 0 | - | - | - | - | 23 | 0 | 0    |
| C. Necaxa · México                                                                        | 1.ª           | 2023-24       | 27 | 1 | - | - | 1 | 0 | 28 | 1 | 0    |
| C. Necaxa · México                                                                        | 1.ª           | 2024-25       | 16 | 0 | - | - | - | - | 16 | 0 | 0    |
| C. Necaxa · México                                                                        | Total         | Total         | 83 | 2 | 0 | 0 | 1 | 0 | 84 | 2 | 0,03 |
| Círculo de Brujas · Bélgica                                                               | 1.ª           | 2024-25       | 1  | 0 | - | - | 1 | 0 | 2  | 0 | 0    |
| Círculo de Brujas · Bélgica                                                               | 1.ª           | 2025-26       | 0  | 0 | - | - | 0 | 0 | 0  | 0 | 0    |
| Círculo de Brujas · Bélgica                                                               | Total         | Total         | 1  | 0 | - | - | 1 | 0 | 2  | 0 | 0    |
| Total carrera                                                                             | Total carrera | Total carrera | 84 | 2 | 0 | 0 | 2 | 0 | 86 | 2 | 0,03 |
| (1) Incluye datos de . (2) Incluye datos de . (3) No incluye goles en partidos amistosos. |               |               |    |   |   |   |   |   |    |   |      |